# ناحیه فیایت، میشیگان
ناحیه فیایت (به انگلیسی: Fayette Township) یک منطقهٔ مسکونی در ایالات متحده آمریکا است که در شهرستان هیلزدیل، میشیگان واقع شده‌است.
 ناحیه فیایت  ۳٬۳۲۶ نفر جمعیت دارد و ۳۳۸ متر بالاتر از سطح دریا واقع شده‌است.